# شهرستان دار سعد
ناحیهٔ دار سعد (به عربی: مدیریة دار سعد) یک ناحیه در یمن است که در استان عدن واقع شده‌است.
ناحیهٔ دار سعد ۷۹٬۷۱۲ نفر جمعیت دارد.